# Drei-Bogen-Betonbrücke Neudeck
Die Betonbogenbrücke zwischen Neudeck und Kleinrössen über die Schwarze Elster wurde von 1904 bis 1905 erbaut. Das technische Denkmal hat eine besondere Bedeutung, weil es eines der letzten noch erhaltenen Zeugnisse des frühen Betonbrückenbaus in Deutschland ist.

## Technische Daten
Die Betonbogenbrücke ist 70,45 m lang. Die lichte Weite des Mittelbogens beträgt 24,15 m, die der beiden Seitenbögen 16,35 m. Die Bögen sind aus unbewehrtem Stampfbeton errichtet und haben an den Frontseiten eine Strukturierung, die an eine Verblendung aus Naturstein erinnert. Kies und Sand bilden die Nutzschicht, der Fahrbahnbelag ist mit Lesesteinen gepflastert. Für die Brückenrampen und die Erdbewehrungen wurden rd. 80.000 m³ Erde verbaut.

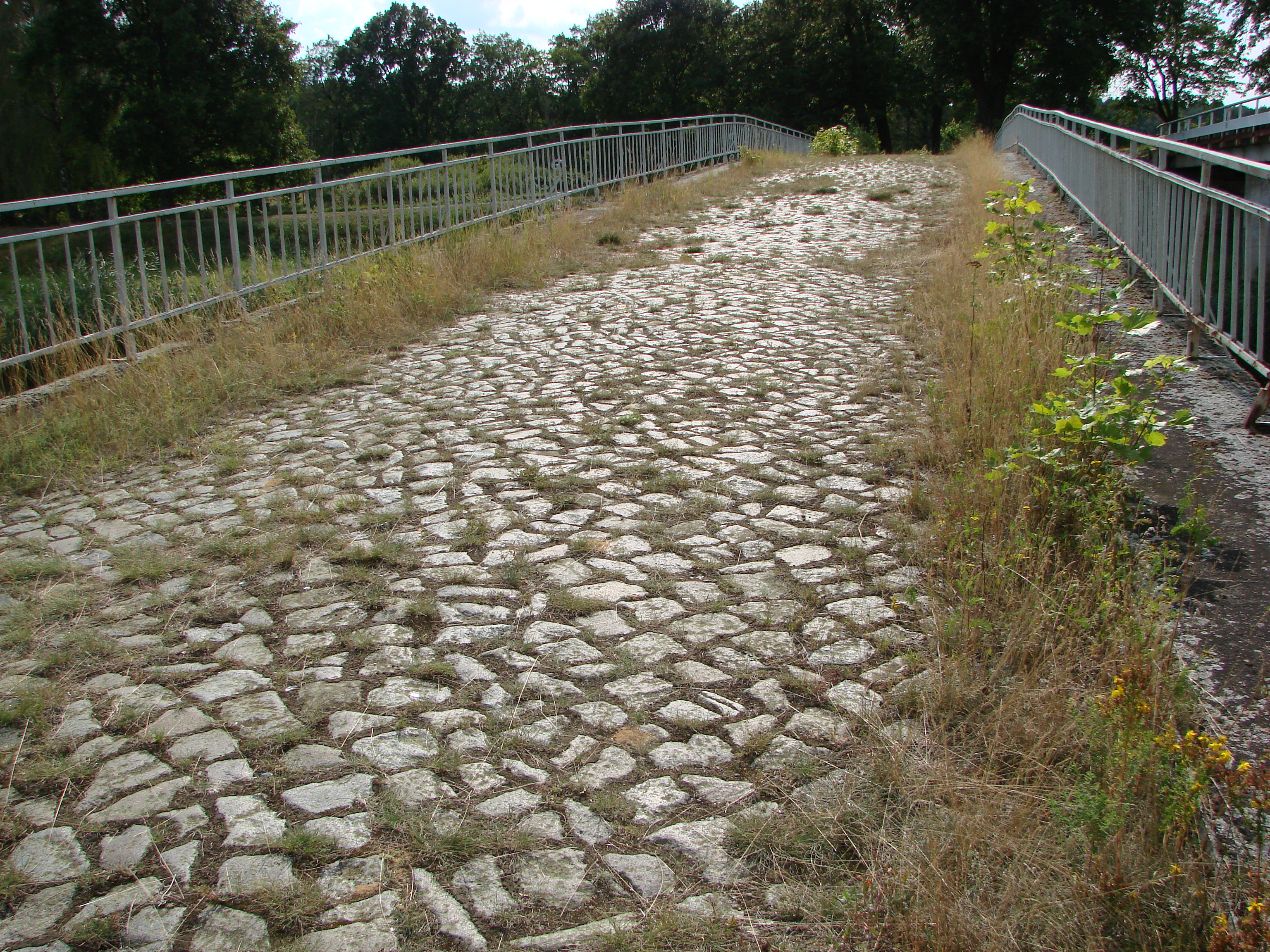
Fahrbahn der Betonbogenbrücke Neudeck

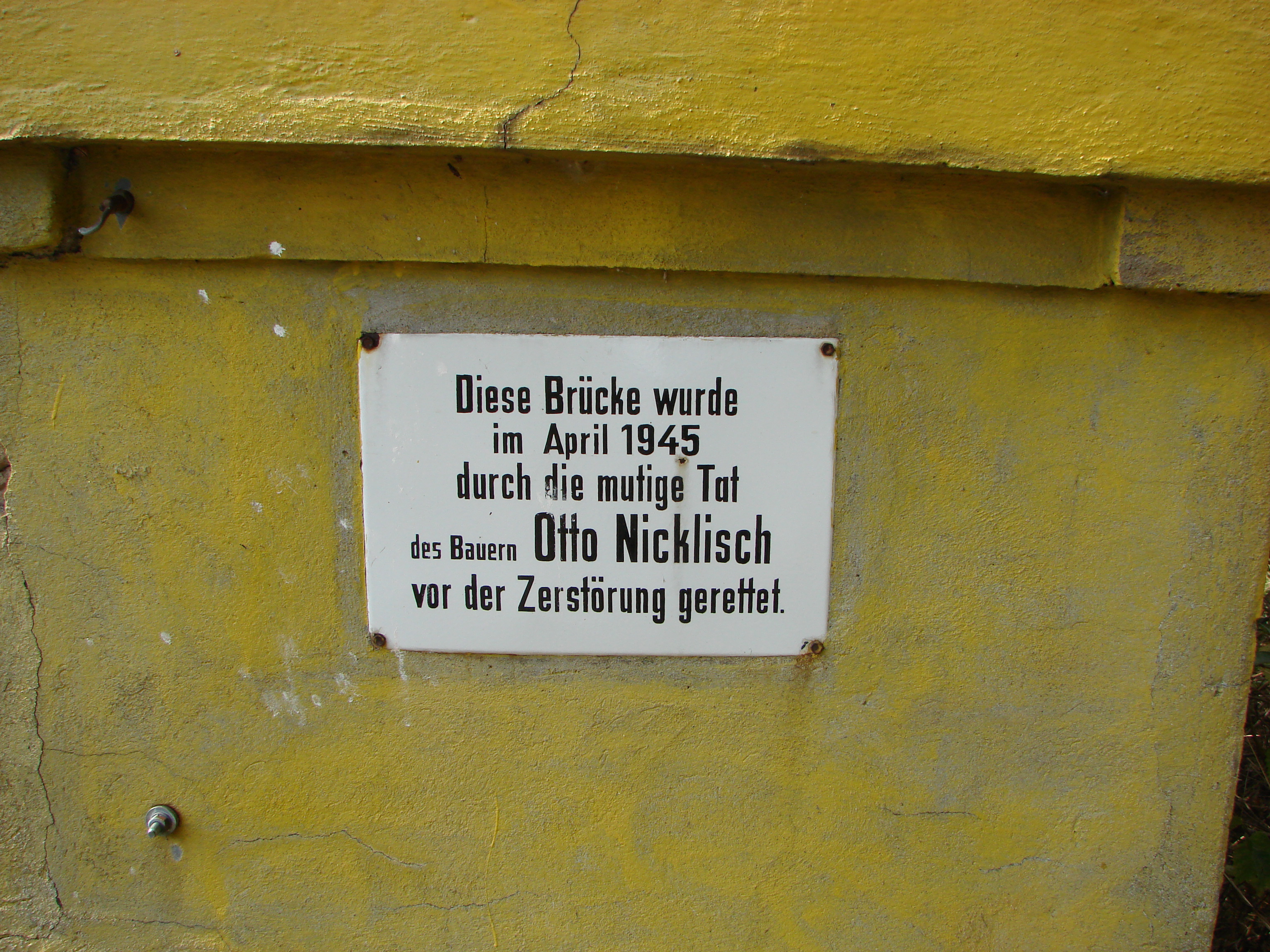
Gedenktafel für den Retter der Brücke Otto Nicklisch

## Geschichte
Der Bau der Brücke wurde vom Land Halle/Merseburg finanziert. Der Besitzer des Schlosses Neudeck, Major Lettre, war ebenfalls an der Finanzierung beteiligt. Die Brücke sollte im April 1945 von den abziehenden deutschen Truppen gesprengt werden, um den Vormarsch der sowjetischen Truppen aufzuhalten. Der Bauer Otto Nicklisch verhinderte die Sprengung. Die Brücke war ab 1996 für jeglichen Verkehr gesperrt. Der Verkehr wurde über ein parallel errichtetes Behelfsbauwerk geführt. Auf Grund ihres schlechten Zustandes sollte die Brücke 2006 abgerissen werden. Das Landesamt für Denkmalpflege konnte es verhindern. Gegen den fortschreitenden Verfall wurde jedoch viele Jahre nichts unternommen. Die Brücke wurde ab 2017 saniert und im Jahr 2018 wieder für den Verkehr freigegeben. Das Sanierungsprojekt wurde für den Deutschen Brückenbaupreis 2020 nominiert.